# Afrikaanse meerval
De Afrikaanse meerval (Clarias gariepinus) is een straalvinnige vissensoort uit de familie van de kieuwzakmeervallen (Clariidae). De wetenschappelijke naam van de soort is voor het eerst geldig gepubliceerd in 1822 door Burchell.